# 200 dollars plus les frais
200 dollars plus les frais (The Rockford Files) est une série télévisée américaine en cinq épisodes de 90 minutes, un épisode de 70 minutes, 113 épisodes de 50 minutes et 8 téléfilms de 90 minutes, créée par Roy Huggins et Stephen J. Cannell. La série a été diffusée entre le 27 mars 1974 et le 10 janvier 1980 sur le réseau NBC alors que les 8 téléfilms ont été diffusés entre le 27 novembre 1994 et le 20 avril 1999 sur le réseau CBS.

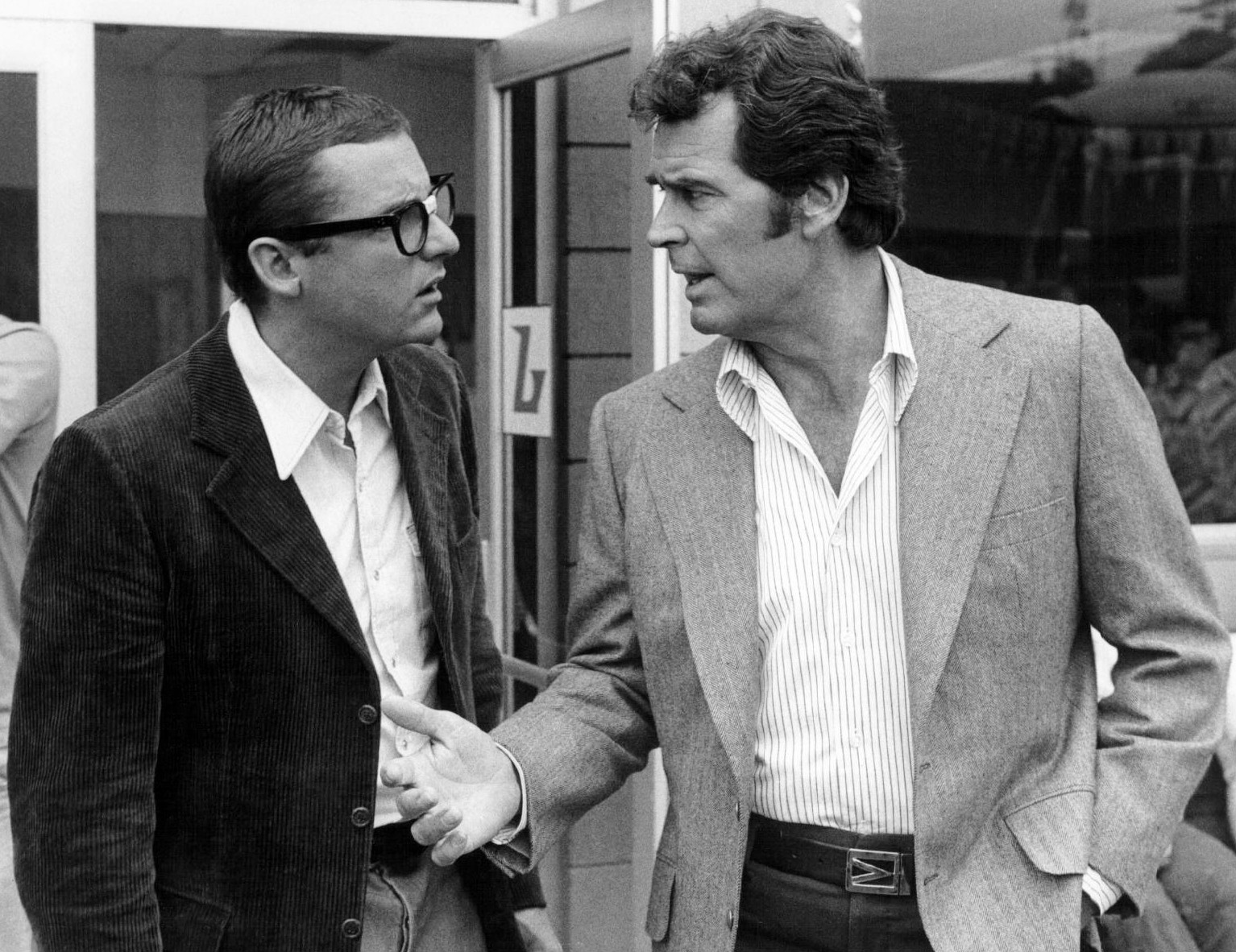
James Garner dans le rôle de Jim Rockford et de James Whitmore, Jr. dans le rôle de Freddie Beamer du programme télévisé The Rockford Files.

En France, la série a été diffusée à partir du 15 janvier 1989 sur La Cinq.

## Synopsis
Ayant purgé une peine d'emprisonnement de cinq années pour un délit qu'il n'a pas commis, Jim Rockford décide de devenir détective privé afin d'empêcher que ce qu'il a vécu n'arrive à d'autres. Installé à Malibu, il a fixé ses honoraires à 200 dollars par jour plus les frais.

## Distribution
- James Garner (VF : Denis Savignat) : Jim Rockford
- Stuart Margolin : Evelyn « Angel » Martin
- Noah Beery Jr. (VF : Henri Labussière) : Joseph Rockford
- Joe Santos : Sergent Dennis Becker
- Gretchen Corbett : Beth Davenport
- Bo Hopkins : John Cooper

## Récompenses
- Emmy Award 1977 : Meilleur acteur dans une série dramatique pour James Garner
- Emmy Award 1979 : Meilleur acteur dans un second rôle pour Stuart Margolin
- Emmy Award 1980 : Meilleur acteur dans un second rôle pour Stuart Margolin

## Épisodes

### Première saison (1974-1975)
1. Deux cents dollars plus les frais (Backlash of the Hunter) 90 minutes
2. L'Affaire Kirkoff (The Kirkoff Case)
3. La Terre qui baignait dans le sang (The Dark and Bloody Ground)
4. La Comtesse (The Countess)
5. Ciao Prentiss Carr (Exit Prentiss Carr)
6. La Dame dans l'auto rouge (Tall Woman in Red Wagon)
7. Affaire classée (This Case is Closed) 90 minutes
8. Une belle escroquerie (The Big Ripoff)
9. Cherchez, vous trouverez (Find Me if You Can)
10. À la poursuite de Carol Thorne (In Pursuit of Carol Thorne)
11. Rien ne va plus, les jeux sont faits (The Dexter Crisis)
12. La Chasse au trésor (Caledonia, It's Worth a Fortune)
13. Pertes et profits - 1re partie (Profit and Loss : Profit - Part 1)
14. Pertes et profits - 2e partie (Profit and Loss : Loss - Part 2)
15. Adieu Aura Lee (Aura Lee, Farewell)
16. Cauchemar d'une nuit d'été (Sleight of Hand)
17. Souffler n'est pas jouer (Counter Gambit)
18. Claire (Claire)
19. Le Photographe amoureux (Say Goodbye to Jennifer)
20. L'Alibi de Charlie (Charlie Harris at Large)
21. Rocky règle ses comptes (The Four Pound Brick)
22. Un simple accident (Just by Accident)
23. La Prime (Roundabout)

### Deuxième saison (1975-1976)
1. La Compagnie Ironwood (The Aaron Ironwood School of Success)
2. Le Roi du pétrole (The Farnsworth Stratagem)
3. Les Routiers – 1re partie (The Gearjammers - Part 1)
4. Les Routiers – 2e partie (The Gearjammers - Part 2)
5. Haute couture (The Deep Blue Sleep)
6. Le Grand Lac bleu (The Great Blue Lakeland and Development Company)
7. Une détective tenace (The Real Easy Red Dog)
8. Résurrection inattendue (Resurrection in Black and White)
9. Un ange pas très catholique (Chicken Little is a Little Chicken)
10. Les Assassins du colonel (Two Into 5:56 Won't Go)
11. Une charmante petite ville (Pastoria Prime Pick)
12. La Réincarnation d'Angie (The Reincarnation of Angie)
13. Chantage (The Girl in the Bay City Boy's Club)
14. Après 20 ans (The Hammer of « C » Block)
15. Mafia (The No-Cut Contract)
16. Le Portrait d'Elizabeth (A Portrait of Elizabeth)
17. Joey la bagarre (Joey Blue-Eyes)
18. Outrage à magistrat (In Hazard)
19. Le Massacre des cormorans (The Italian Bird Fiasco)
20. Disparition (Where's Houston?)
21. Triple jeu (Foul on the First Play)
22. Mauvaise affaire (A Bad Deal in the Valley)

### Troisième saison (1976-1977)
1. Le Quatrième Homme (The Fourth Man)
2. Le Médium (The Oracle Wore a Cashmere Suit)
3. Vie de famille (The Family Hour)
4. Enlèvements (Feeding Frenzy)
5. Marco père et fisc (Drought at Indianhead River)
6. La Ruée vers l'or noir (Coulter City Wildcat)
7. Faux témoignage (So Help Me God)
8. La Bande des Rattlers (Rattlers' Class of '63)
9. Le Retour au 38e parallèle (Return to the Thirty-eighth Parallel)
10. Travail à la pièce (Piece Work)
11. Le Casse-pieds (The Trouble With Warren)
12. Un dans chaque port (There’s One in Every Port)
13. Machination (Sticks and Stones May Break Your Bones, But Waterbury Will Bury You)
14. Le Seigneur des abeilles - 1re partie (The Trees, the Bees and T.T. Flowers - Part 1)
15. Le Seigneur des abeilles - 2e partie (The Trees, the Bees and T.T. Flowers - Part 2)
16. La Becker Connection (The Becker Connection)
17. Un mariage polonais (Just Another Polish Wedding)
18. Jolie, mais menteuse (New Life, Old Dragons)
19. Une femme qui en savait trop – 1re partie (To Protect and Serve - Part 1)
20. Une femme qui en savait trop – 2e partie (To Protect and Serve - Part 2)
21. L'entraîneur entraîné (Crack Back)
22. Agence trouble et lumière bleue (Dirty Money, Black Light)

### Quatrième saison (1977-1978)
1. Rockford contre Rockford (Beamer's Last Case)
2. Un chapitre difficile (Trouble in Chapter Seventeen)
3. Des gens ordinaires (The Battle of Canoga Park)
4. Un nouveau départ (The Second Chance)
5. Une histoire de fous (The Dog and Pony Show)
6. Requiem pour une boîte à blague (Requiem for a Funny Box)
7. C'est ça, ton nirvana ? (Quickie Nirvana)
8. Meli-Melo (Irving the Explainer)
9. Au-dessus de tout soupçon (The Mayor's Committee from Deer Lick Falls)
10. Hôtel de la peur (Hotel of Fear)
11. Retraite anticipée (Forced Retirement)
12. Un diamant sur le gril (The Queen of Peru)
13. Le Labyrinthe mortel (The Deadly Maze)
14. Toque blanche pour Capo Bianco (The Attractive Nuisance)
15. Une bavure qui coûte cher (The Gang at Don's Drive In)
16. Carte blanche (The Paper Palace)
17. L'Œuf cuit sur le plat (Dwarf in a Helium Hat)
18. L'Honneur du grand homme (South by Southeast)
19. Régime spécial (The Competitive Edge)
20. La Prisonnière de Rosemond Hall (The Prisoner of Rosemont Hall)
21. La Maison de l'avenue Willis (The House on Willis Avenue) 90 minutes

### Cinquième saison (1978-1979)
1. Rocky connait la musique (Heartaches of a Fool)
2. Faute professionnelle (Rosendahl and Gilda Stern Are Dead)
3. Crime de jeunesse (The Jersey Bounce)
4. Un détective privé sans peur et sans reproche (White on White and Nearly Perfect)
5. Une affaire de promotion (Kill the Messenger)
6. Le Cadre vide (The Empty Frame)
7. Autres pays, autres mœurs (A Good Clean Bust With Sequel Rights)
8. Arrête ou je tire (A Three Day Affair With a Thirty Day Escrow)
9. Le Regard des ténèbres (Black Mirror) 90 minutes
10. Meurtre au dernier round (The Fast Count)
11. Le Gangster de Sainte Lucy (Local Man Eaten by Newspaper)
12. Nouvelle tendance (With the French Heel Back, Can the Nehru Jacket Be Far Behind?)
13. La Dernière Chance (The Deuce)
14. La Faute (Guilt)
15. Le Dindon de la farce (The Battle Ax and the Exploding Cigar)
16. L'Homme qui voyait des alligators (The Man Who Saw Alligator) 70 minutes
17. Le Retour du Black Shadow (The Return of the Black Shadow)
18. Des blue-jeans très différents (A Material Difference)
19. La Malédiction du pharaon (Never Send a Boy King to Do a Man's Job) 90 minutes
20. Le Mort-vivant (A Different Drummer)

### Sixième saison (1979-1980)
1. De l'or en barre (Paradise Cove)
2. À chacun sa couronne (Lions, Tigers, Monkeys and Dogs) 90 minutes
3. Le Rock'n'roll a la vie dure : 1re partie (Only Rock and Roll Will Never Die - Part 1)
4. Le rock'n'roll a la vie dure : 2e partie (Only Rock and Roll Will Never Die - Part 2)
5. Le Groupe des vainqueurs (Love is the Word)
6. Mort d'un sénateur (Nice Guys Finish Dead)
7. La Fièvre d'Hawaï (The Hawaiian Headache)
8. Coup de cœur (The No-Fault Affair)
9. Surveillez le facteur (The Big Cheese)
10. Il y a toujours un début (Just a Couple of Guys)
11. L'Embrouille (Deadlock in Parma)

## Cross-over
Le personnage de Richie Brockelman joué par Dennis Dugan et apparaissant dans l'épisode La Malédiction du pharaon est issu d'une autre production de Stephen J. Cannell intitulée Richie Brockelman.

## Sortie DVD
L'éditeur Elephant Films a sorti l'intégrale de la saison 1 en coffret 7 DVD le 23 février 2015 en version française et version originale sous-titrée.
L'éditeur sortira l'intégralité de la saison 2 en coffret 7 DVD le 23 juin 2015 toujours en version française et version originale sous-titrée et la saison 3 le 5 août 2015 toujours avec les mêmes caractéristiques. Toujours chez le même éditeur : la saison 4 est sortie le 4 mai 2016, la saison 5 le 24 août 2016 et la saison 6 le 26 octobre 2016.

## Téléfilms
- 1994 : Le privé de Los Angeles (The Rockford Files: I Still Love L.A.) (Diffusé sur France 3 le 21 juillet  1998 et  rediffusé le 04 octobre 1999)
- 1995 : L'ange protecteur (The Rockford Files: A Blessing in Disguise) (Diffusé sur France 3 le 28 juin 1998 et rediffusé le 08 août 1999)
- 1996 : Le repris de justice (The Rockford Files: If the Frame Fits…) (Diffusé sur France 3 le 17 août 1999 et rediffusé le 05 juillet 2000)
- 1996 : Le vagabond (The Rockford Files: Godfather Knows Best) (Diffusé sur France 3 le 03 mars 1999, et rediffusé le 21 septembre 1999)
- 1996 : Cartes sur table (The Rockford Files: Friends and Foul Play) (Diffusé sur France 3 le 05 mars 1999, et rediffusé le 30 mai 2000)
- 1996 :  Le poids du passé (The Rockford Files: Punishment and Crime) (Diffusé sur France 3 le 04 mars 1999, et rediffusé le 29 septembre 1999)
- 1997 : Meurtres et délits (The Rockford Files: Murder and Misdemeanors) (Diffusé sur France 3 à une date inconnue et rediffusé le 02 septembre 1999)
- 1999 : The Rockford Files: If It Bleeds… It Leads (inédit en France)